# 政治犯・金賢姫/真由美
『政治犯・金賢姫/真由美』（せいじはん・きむ・ひょんひ/まゆみ 原題：마유미）は、1990年制作の韓国映画。タイトルは単に『真由美』と表記される事もある。申相玉監督。日本では劇場未公開。
大韓航空機爆破事件を描いた作品。前半は爆破される飛行機の乗客となる韓国人出稼ぎ労働者たちの人間模様を、後半は事件の実行犯・金賢姫を中心に描いている。タイトルの『마유미=真由美』とは、金賢姫が名乗った偽名「蜂谷真由美」からとったもの。

## キャスト
| 役名               | 俳優               | 日本語吹替 |
| ------------------ | ------------------ | ---------- |
| 金賢姫/蜂谷真由美  | キム・ソラ         | 島村佳江   |
| 金勝一/蜂谷真一    | イ・ハクジェ       | 内田稔     |
| 李恩恵             | 大信田礼子         | 原語音声   |
| バーレーンの捜査官 | ジョージ・ケネディ | 富田耕生   |
| イ捜査官           | シン・ソンイル     |            |
| 本物の蜂谷真一     | 高杉哲平           |            |
| 朝日新聞記者       | 青柳文太郎         |            |

吹替その他、富山敬、堀内賢雄、緒方賢一
テレビ放映：1990年7月25日　TBSテレビ『水曜ロードショー』
ビデオ：ジャパンホームビデオからビデオの発売・販売

## 備考
- 金賢姫役はオーディションで容姿がよく似たキム・ソラが選ばれ、女優デビューした。奇しくも、キム・ソラは金賢姫と容姿が似ているだけでなく、血液型や誕生日が同じであった[1]。彼女はその後、アメリカのテレビドラマ『LOST』にも出演した（シーズン1・第6話「閉ざされた心」“House of the Rising Sun”）。
- 大韓航空機が爆破されるシーンは『スター・ウォーズ』などを手掛けたリチャード・エドランドのスタジオが制作した。この爆破シーンの描写について、犠牲者の遺族から抗議が殺到した[2]。なお、爆破された機体は実際にはボーイング707-320Bであるが、本作ではエアバスA300になっている。
- 2人の存在をつかんでその行方を追い、バーレーンから出国しようとした2人の身柄を当局に拘束するよう依頼したのは日本大使館員であるが、映画では大韓航空の支局員になっている。